# 50. Berlini Nemzetközi Filmfesztivál
Az 50. Berlini Nemzetközi Filmfesztivál 2000. február 9. és 20. között rendezték meg, a nyitófilm Wim Wenderstől A millió dolláros hotel, míg a zárófilm Bruno Barretotól a Bossa Nova volt. A fesztivál zsűrielnöke Gong Li kínai színésznő volt. Az Arany Medve díjat Paul Thomas Anderson filmje, a Magnólia nyerte. A fesztiválon retrospektívje Artificial People címen futott, és olyan mesterséges lényeknek és gépeknek címezték, akik a fesztiválon bemutatott filmekben szerepeltek. Ebben olyan filmeket vetítettek újra, mint A gólem vagy a Terminátor – A halálosztó.
A jubileumi, 50. fesztivál alkalmából ezúttal a filmeket nem a szokásos helyen, a Zoo Palastban, hanem a Theater am Potsdamer Platzban vetítették.

## Zsűri
Az alábbi emberek voltak a fesztivál zsűrijének tagjai:
- Gong Li, kínai színésznő - Zsűrielnök
- Lissy Bellaiche, a Dán Filmintézet tagja
- Peter W. Jansen, német tudós és újságíró
- Jean Pierre Lefebvre, kanadai filmkészítő
- Marisa Paredes, spanyol színésznő
- Jean-Louis Piel, francia producer
- Walter Salles, brazil filmkészítő és producer
- Maria Schrader, német színésznő
- Andrzej Wajda, lengyel filmkészítő

## Versenyben lévő filmek
Az alábbi filmek voltak versenyben az Arany Medve- és az Ezüst Medve-díjakért:
| Magyar cím                          | Eredeti cím                              | Rendező              | Ország                                                            |
| ----------------------------------- | ---------------------------------------- | -------------------- | ----------------------------------------------------------------- |
| Minden héten háború                 | Any Given Sunday                         | Oliver Stone         | Amerikai Egyesült Államok                                         |
| A part                              | The Beach                                | Danny Boyle          | Amerikai Egyesült Államom, Egyesült Királyság                     |
| Dokuritsu shônen gasshô-dan         | 独立少年合唱団                           | Akira Ogata          | Japán                                                             |
| Májusi eső                          | Mayis Sikintisi                          | Nuri Bilge Ceylan    | Törökország                                                       |
| Prime luci dell'alba                | Prime luci dell'alba                     | Lucio Gaudino        | Olaszország                                                       |
| Hurrikán                            | The Hurricane                            | Norman Jewison       | Amerikai Egyesült Államok                                         |
| You shi tiaowu                      | 有时跳舞                                 | Stanley Kwan         | Japán, Hongkong, Kína                                             |
| A lövés utáni csend                 | Die Stille nach dem Schuß                | Volker Schlöndorff   | Németország                                                       |
| Szeress!                            | Love Me                                  | Laetitia Masson      | Franciaország                                                     |
| Magnólia                            | Magnolia                                 | Paul Thomas Anderson | Amerikai Egyesült Államok                                         |
| Ember a Holdon                      | Man on the Moon                          | Miloš Forman         | Amerikai Egyesült Államok, Egyesült Királyság, Németország, Japán |
| A millió dolláros hotel             | The Million Dollar Hotel                 | Wim Wenders          | Amerikai Egyesült Államok, Egyesült Királyság, Németország        |
| A varázslónők szobája               | La chambre des magiciennes               | Claude Miller        | Franciaország                                                     |
| Az utolsó út                        | 我的父亲母亲                             | Csang Ji-mou         | Kína                                                              |
| Paradicsom – Hét nap hét asszonnyal | Paradiso – Sieben Tage mit sieben Frauen | Rudolf Thome         | Németország                                                       |
| Az orosz lázadás                    | Русский бунт                             | Aleksandr Proshkin   | Oroszország, Franciaorstág                                        |
| El mar                              | El mar                                   | Agustí Villaronga    | Spanyolország                                                     |
| Signs and Wonders                   | Signs and Wonders                        | Jonathan Nossiter    | Franciaország                                                     |
| Nebeska udica                       | Небеска удица                            | Ljubiša Samardžić    | Jugoszlávia, Olaszország                                          |
| A tehetséges Mr. Ripley             | The Talented Mr. Ripley                  | Anthony Minghella    | Amerikai Egyesült Államok                                         |
| Vízcseppek a forró kövön            | Gouttes d'eau sur pierres brûlantes      | François Ozon        | Franciaország                                                     |

## Győztesek
- Arany Medve: Magnólia (Paul Thomas Anderson)
- A zsűri díja: A millió dolláros hotel (Wim Wenders)
- Zsűri Nagydíja: Az utolsó út (Csang Ji-mou)
- Ezüst Medve díj a legjobb rendezőnek: Miloš Forman (Ember a Holdon)
- Ezüst Medve díj a legjobb színésznőnek: Bibiana Beglau, Nadja Uhl (A lövés utáni csend)
- Ezüst Medve díj a legjobb színésznek: Denzel Washington (Hurrikán)
- Ezüst Medve díj a kiemelkedő művészi teljesítményért: A Paradicsom – Hét nap hét asszonnyal stábja
- Alfred Bauer-díj: Dokuritsu shônen gasshô-dan (Akira Ogata)
- Tiszteletbeli Arany Medve
  - Jeanne Moreau
- Berlinale Kamera
  - Icsikava Kon
  - Wolfgang Jacobsen
- Kék Angyal díj
  - A lövés utáni csend (Volker Schlöndorff)
- FIPRESCI-díj
  - A varázslónők szobája (Claude Miller)

## Fordítás
- Ez a szócikk részben vagy egészben  a(z)   50th Berlin International Film Festival című angol Wikipédia-szócikk fordításán alapul.  Az eredeti cikk szerkesztőit annak laptörténete sorolja fel. Ez a jelzés csupán a megfogalmazás eredetét és a szerzői jogokat jelzi, nem szolgál a cikkben szereplő információk forrásmegjelöléseként.